# Paulínia Futebol Clube
Maillots
Le Paulínia Futebol Clube est un club brésilien de football basé à Paulinia dans l'État de São Paulo. Le club évolue en deuxième division du championnat de São Paulo.